# L'uomo da sei milioni di dollari - Dalla Luna al deserto
L'uomo da sei milioni di dollari - Dalla Luna al deserto (The Six Million Dollar Man) è un film per la televisione statunitense del 1973 ideato, diretto e prodotto da Richard Irving. 
Il film la prima trasposizione del romanzo di fantascienza di Martin Caidin Cyborg, che darà via al franchising L'uomo da sei milioni di dollari, a partire dall'anno seguente con la serie omonima, dopo aver realizzato altri due film per la televisione: L'uomo da sei milioni di dollari - Vino, donne e guerra e L'uomo da sei milioni di dollari - Complotto internazionale. I tre film per la televisione, trasmessi come opere a sé stanti, sono considerati come i tre piloti che hanno portato alla realizzazione della serie televisiva stessa.

## Trama
L'Office of Scientific Operations (OSO), durante una riunione segreta, ritiene che la perdita di troppi agenti segreti sul campo è inaccettabile. Oliver Spencer suggerisce così un nuovo approccio e che è il momento di affidarsi ad agenti con impianti bionici, così da farne dei cyborg. Quando gli viene chiesto su chi intenda proporre come prototipo, Spencer suggerisce di attendere che si verifichi un incidente, in modo da poter utilizzare la vittima come cavia. viene stabilito un budget massimo di spesa: 6 milioni di dollari per i costi di avviamento e circa un milione l'anno per la manutenzione.
Nel frattempo il colonnello Steve Austin, membro civile del programma spaziale della NASA, durante il test di un aeroplano sperimentale perde il controllo del mezzo e si schianta. Dall'incidente risulta seriamente compromesso: entrambe le sue gambe sono schiacciate, il braccio destro è tranciato e l'occhio sinistro irrimediabilmente ferito. il dottor Rudy Wells, che ha soccorso Austin e ha svolto delle ricerche nel campo della bionica, viene contattato da Spencer, che gli offre denaro e supporto e una struttura in Colorado, in cui affrontare l'intervento di impianto bionico su Austin.
Dopo essersi svegliato e appreso lo stato delle sue ferite, Steve Austin tenta il suicidio, ma viene salvato dall'infermiera Jean Manners. Wells discute quindi con Austin dell'intervento che gli restituirà la vista all'occhio sinistro, il braccio e le gambe perdute, mostrandogli le protesi, ma senza dirgli che queste protesi gli conferiranno forza e poteri superiori a quelli che precedentemente aveva. Una volta svolto il trapianto, Austin comincia a chiedersi quale sarà il costo di questo intervento e che cosa gli verrà chiesto in cambio.
Durante una gita con l'infermiera Jean Manners, innamoratasi di Austin, questi soccorre la vittima di un incidente, un bambino rimasto intrappolato nell'auto della madre finita fuori strada. Per farlo usa il suo braccio bionico, dotato di forza superiore, ma la madre, non appena si accorge delle componenti elettroniche contenute nel braccio, la cui copertura è stata danneggiata, lo tratta come un mostro. Dopo essere tornato al laboratorio, dove gli viene riparato il braccio, Spencer gli rivela alla fine che il prezzo della sua ricostruzione è prestare servizio all'OSO. Ma Austin precisa che non vuol uccidere nessuno e Spencer gli garantisce che non sarà costretto a farlo. Austin accetta e prende parte alla sua prima missione: salvare un diplomatico tenuto in ostaggio da un gruppo terroristico in Arabia Saudita. Paracadutatosi nel campo, scopre che l'ostaggio in realtà era morto da diverse settimane e, assieme a un altro ostaggio, elabora un piano di fuga. Tornato a casa Spencer gli rivela che questo era solamente un test.
Nel frattempo Austin chiede che l'infermiera Jean Manners venga riassegnata, perché non vuole legami con nessuno. Lei, che lo ha sentito, lo affronta e gli dice che lo ama.

## Personaggi e interpreti
- Steve Austin, interpretato da Lee Majors.
Steve Austin è il protagonista della saga creata da Martin Caidin con il suo romanzo Cyborg. In questo film è un membro civile della NASA (altrove è un pulota dell'aeronautica), che subisce un incidente che lo traforma in un cyborg, dotato di poteri superiori a quelli di ogni essere umano comune.
- Jean Manners, interpretata da Barbara Anderson.
Jean Manners è l'infermiera che cura e accudisce Steve Austin, innamorandosi di lui, ma venendo alla fine da questi allontanata, perché Austin non vuole legami affettivi permanenti.
- Rudy Wells, interpretato da Martin Balsam.
Rudy Wells è un medico amico di Austin che ha svolto approfondite ricerche nel campo della bionica e che, su richiesta dell'Office of Scientific Operations, viene coinvolto nell'esperimento di trasformare Steve Astin in un Cyborg. Rudy Wells ritornerà in seguito nella serie televisiva L'uomo da sei milioni di dollari e nel suo spin-off La donna bionica, dove verrà tuttavia impersonato da altri attori, Alan Oppenheimer e Martin E. Brooks.
- Oliver Spencer, interpretato da Darren McGavin.
Oliver Spencer è il capo dell'Office of Scientific Operations, che chiede a Rudy Wells di intervenire su Steve Austin per trasformarlo in un cyborg, divenendone in seguito capo operazioni. Il personaggio non è presente nel romanzo originale, né lo sarà nelle opere successive: nel romanzo al suo posto troviamo Oscar Goldman, che comparirà anche nelle successive serie L'uomo da sei milioni di dollari e La donna bionica, interpretato da Richard Anderson.

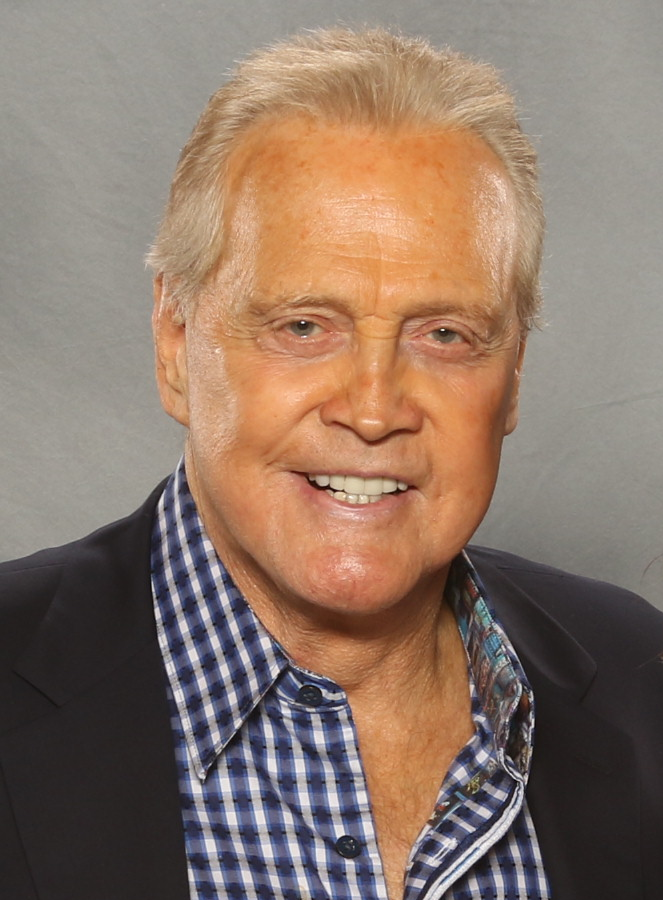
Lee Majors, interprete di Steve Austin
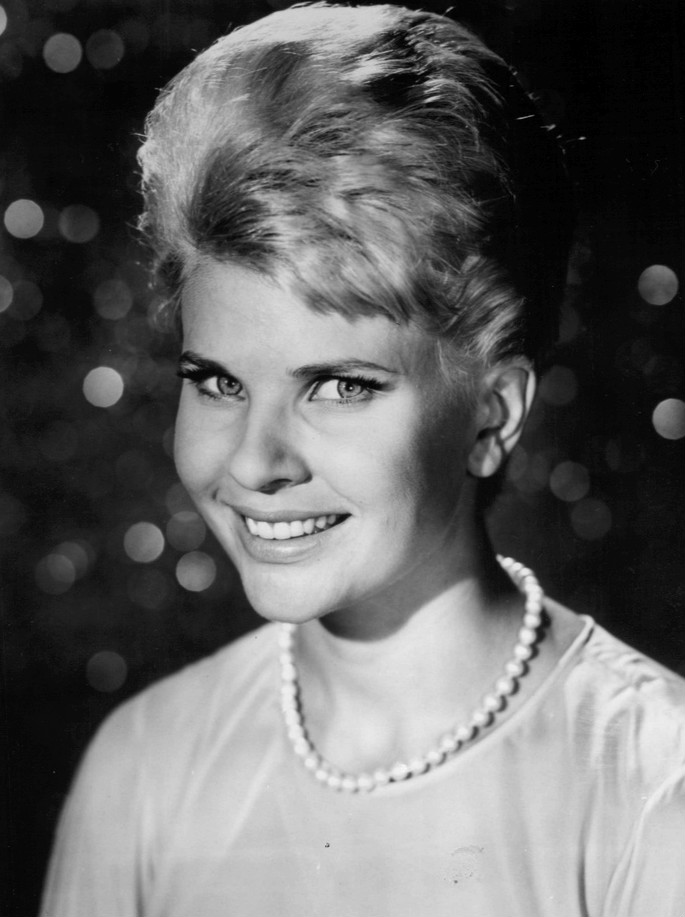
Barbara Anderson, interprete di Jean Manners
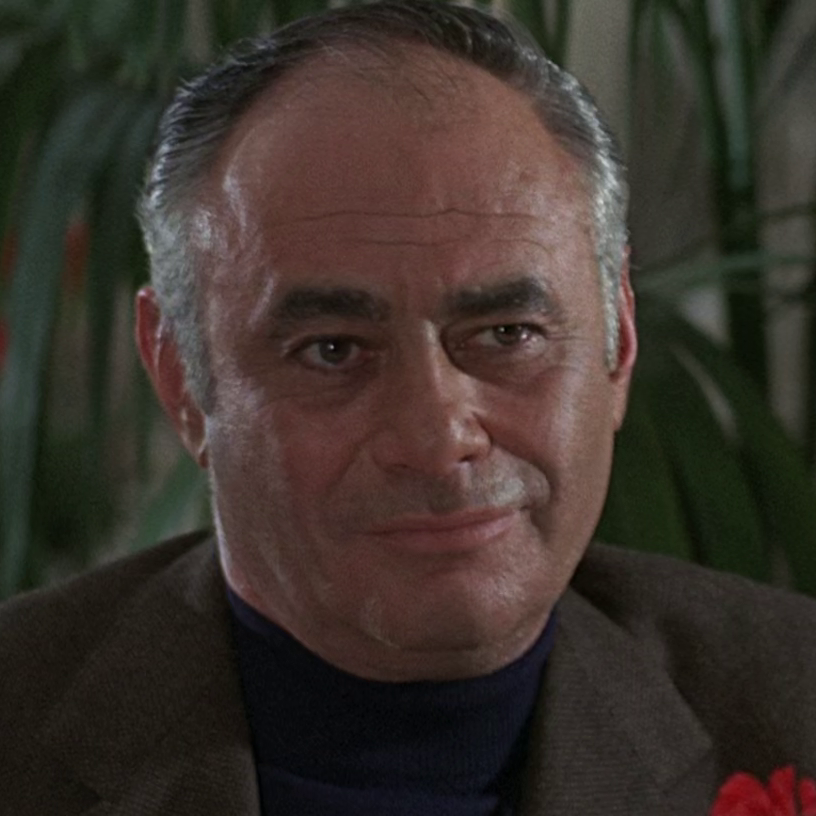
Martin Balsam, interprete di Rudy Wells
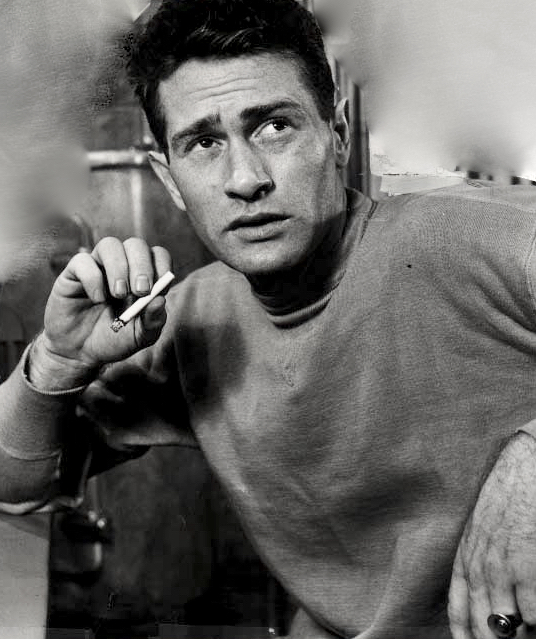
Darren McGavin, interprete di Oliver Spencer

## Produzione
Il film è stato prodotto tra la fine del 1972 e l'inizio del 1973, circa un anno prima dell'inizio della serie vera e propria.

## Distribuzione
Nella sua prima messa in onda L'uomo da sei milioni di dollari - Dalla luna al deserto era stato concepito come un episodio unico. È stato trasmesso il 7 marzo 1973 dalla ABC, all'interno della serie The ABC Wednesday Movie of the Week, più di sei mesi prima dell'uscita del seguito, L'uomo da sei milioni di dollari - Vino, donne e guerra.
Nella sua versione originale il film è conosciuto anche con i titoli Cyborg: The Six Million Dollar Man e The Moon and the Desert. Il fatto che il film sia un adattamento del romanzo Cyborg, infatti, e che nei titoli di testa compaia la scritta Cyborg sul monitor di un computer, ha portato a credere che il nome fosse Cyborg: The Six Million Dollar Man. Le fonti dell'epoca, quali le riviste di programmi televisivi e i comunicati ufficiali della Universal, stabilivano invece che il nome originale del film fosse The Six Million Dollar Man, mentre un po' di marketin sulla carta stampata e in televisione ha utilizzato il nome Cyborg, così da legare più strettamente il film al romanzo.
Il film è stato inoltre utilizzato come base per una distribuzione in syndication in formato esteso diviso in due episodi con il titolo The Moon and the Desert (da cui il titolo in italiano Dalla luna al deserto). Per questa edizione oltre al film sono stati utilizzati filmati di repertorio, riprese mai trasmesse e spezzoni tratti da episodi della serie televisiva L'uomo da sei milioni di dollari, in particolare dagli episodi La donna bionica - 1ª parte, La donna bionica - 2ª parte, Il ragazzo bionico, L'altra faccia della luna - 1ª parte e L'altra faccia della luna - 2ª parte, creando non pochi problemi di continuità.

## Riconoscimenti
- Hugo Awards
  - 1974 - Candidatura alla miglior rappresentazione drammatica a Richard Irving, Tom Greene, Howard Rodman e Martin Caidin